# Coronel Murta
Coronel Murta är en kommun i Brasilien.   Den ligger i delstaten Minas Gerais, i den sydöstra delen av landet, 600 km öster om huvudstaden Brasília. Antalet invånare är 9 117.
Omgivningarna runt Coronel Murta är huvudsakligen savann. Runt Coronel Murta är det glesbefolkat, med 18 invånare per kvadratkilometer.